# Пиеро дела Франческа
Пиеро дела Франческа (Pronunciation; на италиански: Piero della Francesca), известен и като Пиеро дел Борго, е един от най-значимите таланти в италианската живопис. Родителите му са местен търговец на платове и аристократка от Умбрия. Сведенията за точната дата на раждането му са изгубени заради пожар в архивата на родното му градче Борго-Сансеполкро. 
Живее и твори през XV век. Приятел е на Алберти и на математика Лука Пачоли. Той е учител на Лука Синьорели и повлиява на Мелоцо да Форли, на бащата на Рафаело - Джовани Санти и на други умбрийски художници, включително на ранните творби на самия Рафаело.

## Похвати
Счита се, че авторският стил на Пиеро се формира под влияние на Флорентинската школа. Започва работа във Флоренция, заедно с Доменико Венециано. Възможно е той да е ученик на неизвестен живописец от Сиена, но всъщност не е известно при кого е учил, въпреки че са известни някои негови ранни работи, включително под ръководството на Антонио Д' Ангиари в олтара на църквата "Сан Франческо" в Борго-Сансеполкро.
Той е най-големият интелектуалец в живописта преди Леонардо да Винчи, но се отличава и с чувствителност и хармоничност. Произведенията му са с величествени, запленяващи и тържествени, а образите - стилизирани, съразмерни и изпълнени със светлина и мекота.
В края на живота си Пиеро започва да губи зрението си и се посвещава на изучаване на математиката. Той е автор на 2 математически трактата: „За перспективата в живописта“ (Амброзианска библиотека в Милано) и „Книга за петте правилни тела“. Пиеро открива въздушната перспектива, след като забелязва, че с отдалечаването на предметите цветовете губят силата си.
| „ | Ако флорентинците искат да изобразяват света какъвто е, то Пиеро първи от живописците прави последователни изводи чрез убеждението си, че светът може да се изобрази само такъв, какъвто той представлява, но видимото не е такова само по себе си, а само благодарение на светлината по различен начин отразявана от различни повърхности. | “ |

## Произведения
- През 1439 г. под ръководството на Доменико Венециано художникът работи над украсата с фрески на църквата „Санта Мария Нуова“ във Флоренция. Благодарение на тази работа, той усъвършенства своето майсторство и се запознава с перспективата и с пресъздаването на осветеносттата.
- През 1451 г. постъпва на служба при херцог Сиджизмундо Малатеста в Римини, където изписва в църквата „Сан Франческо“ композиция с образа на Свети Зигизмунд (светецът-покровител на херцога). Пиеро дела Франческа създава много стенописи в Темпио Малатестиано в Римини.
- По сведения на Джорджо Вазари[3] той е поканен от папа Николай V в Рим за работа във Ватикана, при папа Пий II (упр. 1458-1464 г.) работи по украсата на Апостолическия дворец.
- В родния си град Борго-Сансеполкро създава „Възкресение Христово" (1450-1463).
- В Арецо в църквата „Сан Франческо" се намира прочутият му цикъл (поредица от картини) „Легендата за Светия кръст".
- След 1472 г. Пиеро рисува портрет на херцог Федерико да Монтефелтро и херцогиня Батиста Сфорца, негова съпруга.
- Между 1472 и 1474 г. – По поръчка на Федерико да Монтефелтро изписва „Олтар Монтефелтро“ (Мадона със светци и херцогът на Урбино - сега в Пинакотека „Брера“, Милано). Това е реквием за починалата (през 1472 г.) съпруга на владетеля. Счита се, че Федерико поръчва тази живопис в чест на раждането сина им Гуидобалдо и като свой родов апотропей.
- Кавалетни картини и олтари
  1. Бичуването на Христос(1455 – 1460).
  2. Възкресение (ок. 1460).
  3. Кръщение Христово (ок. 1448 – 1450).
  4. Портрет на Сиджизмондо Пандолфо Малатеста.
  5. портрет на Федерико да Монтефелтро владетел на Урбино – като придворен художник Пиеро рисува портрета му с фламандска наблюдателност на пейзажен фон.
  6. Полиптих (няколко съединени картини) от Перуджа (известен като Полиптих на св. Антоний).
  7. Полиптих „Мизерикордия“ (от италиански - злочестина, нищета).